# Большое Сирино
Большое Сирино — деревня в Кичменгско-Городецком районе Вологодской области.
Входит в состав Енангского сельского поселения, с точки зрения административно-территориального деления — в Нижнеенангский сельсовет.
Расстояние по автодороге до районного центра Кичменгского Городка составляет 48 км, до центра муниципального образования Нижнего Енангска — 10 км. Ближайшие населённые пункты — Чешковщина, Рыбино, Малое Сирино, Шеломец, Ширяево, Заберезник.
Население по данным переписи 2002 года — 8 человек.